# 川崎浩二
川崎 浩二（かわさき こうじ、）は、日本の歌手、作詞家、作曲家。1995年7月26日、トーラスレコードより「嵐の夜」でソロアーティストとしてメジャーデビュー。
ソロ活動以外にもユニット活動、インディーズレーベル設立、イベント制作、ラジオ番組制作、CM制作、舞台音楽楽曲提供、作詞、作曲、など活動の場を広げる。レコード会社がトーラスレコード→ポリグラム→ニュートーラス→ユニバーサルミュージックと契約期間内に変化する。

## 来歴
- 高知県室戸市で生まれ、少年時代を過ごす 高知県立安芸工業高等学校電気科に入学。高校在学中には「The Sleepy Band」を結成。ラジオ出演、NHKヤングミュージックフェスティバル高知大会出場。ヤマハポプコン高知大会優勝。コンテストを中心に活躍。某プロダクションのオーディションに優勝し上京。ソロライブ活動と舞台の楽曲制作を始める。 キングレコードのディレクターの勧めでに所属していたALWAYSの事務所に出入りするようになる。

1992年、自主制作CD「KANOJO」を発表。1994年12月8日、海援隊の千葉和臣の勧めで『ジョン・レノン・フォーエバー』 出演（2009年まで）。
自主制作CD『KANOJO』の6曲目に入っていた「しばし」がきっかけとなり、1995年7月24日にトーラスレコードよりソロシングル「嵐の夜」でメジャーデビュー。 1996年4月1日、ポリドールよりソロシングル「恋しても恋しくて」発表。1999年1月1日、インディーズレーベル、フリーサイズミュージック設立。
- 1995年、『Nack5 FM Japanese Dream』1995年3月度第9位に「恋しても恋しくて」がランクイン。

## 人物
- 音楽的に一番影響を受けたのはデヴィッド・シルヴィアン率いるJAPAN。尊敬するミュージシャンは千葉和臣。
- 趣味はフットサル、バイク、釣り、ゲーム、映画鑑賞
- 好物はお好み焼き、カレーライス。エビ。

## 参加ユニット
- KAWASAKI BAND（山辺政利Gt、蓮沼健介Key）「魔法を抱きしめて」「ひざまくら」「海がきこえる」「風邪」「夏はスローモーション」
- 海援隊 千葉和臣&川崎浩二「さすらいのMAN」「くるり」
- 岡崎律子 - 1999プライベートCD制作。この時ラフレコーディングした共作の未発表曲があるらしい。実は2ndシングル「恋しても恋しくて」で彼女はコーラスを担当している。

## 出演
- TV初出演　北海道-「やることなすこと」東京-「M-STAGE」

## CM、その他制作
- 京阪電車、楽曲提供
- 中村調理師専門学校、楽曲提供
- 石村萬盛堂、楽曲提供
- マッシーロマン、マシュマロデー、ラジオCM楽曲提供、ラジオ番組制作、音源制作
- ナショナル冷蔵庫「タント」
- 横浜演劇研究所、楽曲提供、音源制作
- C-MOON、楽曲提供、音源制作
- 高島明彦 東京マンドリンアンサンブル アルバム制作
- 廣瀬哲也 アルバム制作
- チャリティーアルバム「LOVE&PEACE」制作、音源制作
- 麻丘めぐみプロデュース舞台 音源制作
- その他